# Trinay
Trinay is een gemeente in het Franse departement Loiret (regio Centre-Val de Loire) en telt 192 inwoners (1999). De plaats maakt deel uit van het arrondissement Orléans.

## Geografie
De oppervlakte van Trinay bedraagt 17,2 km², de bevolkingsdichtheid is 11,2 inwoners per km².
De onderstaande kaart toont de ligging van Trinay met de belangrijkste infrastructuur en aangrenzende gemeenten.

## Demografie
Onderstaande figuur toont het verloop van het inwonertal (bron: INSEE-tellingen).